# Stock (中森明菜のアルバム)
『Stock』（ストック）は、日本の歌手、中森明菜の12枚目のスタジオ・アルバム。このアルバムは1988年3月3日にワーナー・パイオニアよりリリースされた (LP: L-12652, CT: LKF-8152, CD: 32XL-193)。

## 背景と構成
『Stock』は、過去3年間に中森のシングル候補楽曲として制作された中から華やかな楽曲を集めたスタジオ・アルバムで、1988年3月3日にLP (L-12652)とコンパクトカセット (LKF-8152)とCD (32XL-193)の3形態で同時発売された。
本作の帯にも、「AKINA "IN THE GROOVE" アナザー・シングルスとも呼べる珠玉の10曲を集めたニュー・アルバム!」との記述がある。このアルバムはシングル楽曲を収録していない。『Hotwax presents 歌謡曲 名曲名盤ガイド 1980's』の馬飼野元宏はこのアルバムの楽曲的特徴について「ロック・テイスト」と指摘し、『オリコン・ウィークリー』では、「激しさ、パワー、スピード感という3大要素をフィーチャーして構成されたアルバム。」と解説している。
本作3曲目の「CRYSTAL HEAVEN」には、当時の所属事務所の先輩でもあり女優の浅野ゆう子を迎え、YUKOのペンネームでこの楽曲で詞を提供している。
シングル「AL-MAUJ (アルマージ)」発売の際、宣伝の一部でこのアルバムのタイトルを『FIRE WATER』と告知していた。

## 批評
『オリコン・ウィークリー』は本作について、今後の中森の方針を示した作品とも言え、一段とシャープな女性心理をリズムに乗せた作品と評した。『CDジャーナル』は本作について、性的な艶っぽさを感じさせると指摘した上で、「アキナの真骨頂発揮のアルバム」と批評し、各収録楽曲について、いつ頃製作されたものかを推測するのもファンにとっては楽しみの一つだと付け加えた。『Hotwax presents 歌謡曲 名曲名盤ガイド 1980's』の馬飼野元宏は「本盤の楽曲のクオリティもシングル曲と比肩するほどに高い。」と批評した。『MUSIC MAGAZINE』の批評家の今井智子は「保守層狙いの歌謡曲の美学」が総体的に彩られており、「隠微な性欲を掻き立てる」と推察した。また、岡本郁生は、挑発的な姿勢は明白であるが、ハードな楽曲の中にも、落ち着いた婀娜っぽさが欲しいと批評。さらに、佐々木久美子は、一点集中の気迫が感じられ、この中森の潔さに最も興味を引かれると評した。加えて、中村とうようは「大衆歌謡の人気第一スターのアルバムが、こんなに息つまるほど濃密でいいのだろうか。」と述べ、歌唱者も鑑賞者も幾分ゆとりの持てるような「隙間とか大まかなウネリのある作りにしなくていいものか、心配になる。」と指摘した上で、肯定的に評している。

## チャート成績
『Stock』は、オリコン週間アルバムチャートの1988年3月14日付で初登場し、最高順位2位を記録した。同チャートには、計16週に渡ってランクインしている。形態別のオリコンチャートのうち、LPチャートでは最高順位1位を記録した。また、カセットチャートでは計17週に渡ってランクインされた。1988年度のオリコン年間アルバムチャートでは、14位を記録した。

## ライブ・パフォーマンス
本作リリース後の1988年7月20日より、本作と次作スタジオ・アルバム『Femme Fatale』を引っ提げた全国コンサート・ツアーFemme Fataleを開催した。また、本作収録曲は音楽番組でも披露された。1988年8月19日放送のテレビ朝日系の音楽番組『ミュージックステーション』では本作2曲目の「夢のふち」を、翌年の1989年2月22日放送のフジテレビ系音楽番組『夜のヒットスタジオDELUXE』と同年3月3日放送の『ミュージックステーション』では本作1曲目の「FAREWELL」がテレビ披露された。

## 収録曲
| #         | タイトル             | 作詞       | 作曲           | 編曲                       | 時間  |
| --------- | -------------------- | ---------- | -------------- | -------------------------- | ----- |
| 1.        | 「FAREWELL」         | 許瑛子     | 佐藤健         | 中村哲・北島健二           | 4:25  |
| 2.        | 「夢のふち」         | 飛鳥涼     | 後藤次利       | 後藤次利・中村哲           | 4:56  |
| 3.        | 「CRYSTAL HEAVEN」   | YUKO       | 都志見隆       | 松原正樹                   | 4:46  |
| 4.        | 「まだ充分じゃない」 | 佐藤ありす | 林哲司         | 松原正樹・北島健二         | 4:19  |
| 5.        | 「FIRE STARTER」     | SANDII     | 久保田麻琴     | 村松邦男・北島健二         | 4:10  |
| 6.        | 「NIGHTMARE 悪夢」   | 大津あきら | 北島健二       | FENCE OF DEFENSE・北島健二 | 4:23  |
| 7.        | 「I WANNA CHANCE」   | 許瑛子     | 鈴木キサブロー | 井上鑑・北島健二           | 4:33  |
| 8.        | 「POISON LIPS」      | 湯川れい子 | 都志見隆       | 新川博・北島健二           | 4:01  |
| 9.        | 「処女伝説」         | FUMIKO     | 原田真二       | 小林信吾・北島健二         | 4:22  |
| 10.       | 「FOGGY RELATION」   | 永井美由紀 | 佐藤準         | 佐藤準・北島健二           | 4:33  |
| 合計時間: | 合計時間:            | 合計時間:  | 合計時間:      | 合計時間:                  | 44:28 |

## クレジット
『Stock』のライナー・ノーツより
- ミックス: MICHAEL ZIMMERLING
- アディショナル・アレンジメント: 北島健二 (FENCE OF DEFENSE) EXCEPT 2, 3.
- 撮影: 塚田和徳

## リリース履歴
| 発売日        | レーベル                       | 規格                       | 品番         | 備考                                                 |
| ------------- | ------------------------------ | -------------------------- | ------------ | ---------------------------------------------------- |
| 1988年3月3日  | ワーナー・パイオニア           | LP                         | L-12652      |                                                      |
| 1988年3月3日  | ワーナー・パイオニア           | CT                         | LKF-8152     |                                                      |
| 1988年3月3日  | ワーナー・パイオニア           | CD                         | 32XL-193     |                                                      |
| 1991年6月17日 | ワーナーミュージック・ジャパン | CD                         | WPCL-424     | 廉価盤、紙帯                                         |
| 2006年6月21日 | ワーナーミュージック・ジャパン | CD、デジタル・ダウンロード | WPCL-10289   | 紙ジャケット仕様完全生産限定盤                       |
| 2007年6月6日  | ワーナーミュージック・ジャパン | デジタル・ダウンロード     | N/A          | [ 15 ]                                               |
| 2012年8月22日 | ワーナーミュージック・ジャパン | SACD/CDハイブリッド        | WPCL-11147   | 紙ジャケット仕様完全生産限定盤                       |
| 2014年1月29日 | ワーナーミュージック・ジャパン | CD                         | WPCL-11733   | 廉価盤、赤帯                                         |
| 2018年7月4日  | ワーナーミュージック・ジャパン | LP                         | WPJL-10096   | 高音質180g重量盤                                     |
| 2023年7月1日  | ワーナーミュージック・ジャパン | CD                         | WPCL-13494/5 | オリジナル・カラオケ付 20233ラッカーマスターサウンド |

## 参照
1. 1 2 3 4 5 6  『ALBUM CHART-BOOK COMPLETE EDITION 1970 〜 2005』オリコン・マーケティング・プロモーション、2006年4月25日、3,456-457頁。ISBN 4-87131-077-9。
2. 1 2  オリコンランキング情報サービス「you大樹」
3. 1 2  “Stock | 中森明菜 | ワーナーミュージック・ジャパン - Warner Music Japan”.  ワーナーミュージック・ジャパン. 2011年4月9日閲覧。
4. 1 2 3 4  『オリコン・ウィークリー』第10巻第10号、オリジナルコンフィデンス、1988年3月7日、12頁、通巻438号。
5. 1 2 3 4  馬飼野元宏『Hotwax presents 歌謡曲 名曲名盤ガイド 1980's』シンコーミュージック・エンタテイメント、2006年7月20日、69,220-222頁。ISBN 4-401-75106-X。
6. 1 2 3 4  『Stock』（LP）中森明菜、ワーナー・パイオニア、1988年3月3日。L-12652。
7. 1 2  “中森明菜 / Stock [再発] [CD] [アルバム] - CDJournal.com”.   音楽出版社. 2011年4月9日閲覧。
8. 1 2 3 4  今井智子、岡本郁生、佐々木久美子、中村とうよう「1988年5月号」『ミュージック・マガジン10月増刊号 クロス・レヴュー 1981 - 1989』第42巻第11号、ミュージック・マガジン、2010年10月、375頁、通巻573号。JAN 4910084801003
9. ↑  『AKINA』（4×12cmCD）中森明菜、ワーナーミュージック・ジャパン、1993年11月10日。WPCL-770 - WPCL-773。
10. ↑  “検索結果-ORICON STYLE アーティスト/CD検索”. 1988年03月第2週の邦楽アルバムランキング情報.   オリコン. 2012年9月11日時点のオリジナルよりアーカイブ。2012年4月12日閲覧。
11. ↑  （1988年） 中森明菜『Femme Fatale』のツアー・パンフレット. ケン企画
12. ↑  “テレビ朝日｜ミュージックステーション”. 出演者ラインナップ > BACK NUMBER > 1988/08/19.  テレビ朝日. 2011年4月9日閲覧。
13. ↑  『中森明菜 IN 夜のヒットスタジオ』（6DVD）中森明菜、ユニバーサルミュージック、2010年12月22日、3頁。POBD-22017/22。
14. ↑  “テレビ朝日｜ミュージックステーション”. 出演者ラインナップ > BACK NUMBER > 1989/03/03.   テレビ朝日. 2011年4月9日閲覧。
15. ↑  “音楽ダウンロード・音楽配信サイト mora 〜“WALKMAN”公式ミュージックストア〜”. Stock.  レーベルゲート. 2012年10月25日閲覧。
16. ↑  “中森明菜 / Stock [SA-CDハイブリッドCD] [紙ジャケット仕様] [限定] [CD] [アルバム] - CDJournal.com”.   音楽出版社. 2012年7月26日閲覧。